# San Sebastiano (Guido Reni, Genova)
Il San Sebastiano è un dipinto olio su tela di Guido Reni datato 1615 circa e conservato ai Musei di Strada Nuova a Genova.
Il soggetto è noto in diverse versioni fra cui quella dei Musei Capitolini di Roma.

## Storia
Diversamente dalla tela conservata ai Musei Capitolini non si hanno informazioni precise sulla provenienza e sulla committenza. Dal 1684 risulta presente nella collezione della famiglia Brignole-Sale, come testimonia l'inventario redatto da Gio. Francesco Brignole-Sale, ma non è possibile stabilire se l'acquirente sia stato lo stesso Gio. Francesco o forse Anton Giulio I Brignole-Sale che nel 1641 acquistò a Bologna ben dieci dipinti del Reni. La tela giunse in eredità all'ultima esponente del casato, Maria Brignole-Sale duchessa di Galliera, che la donò alle collezioni civiche genovesi nel 1874. La critica si divide sulla precisa data di esecuzione della tela: se la composizione classicheggiante lo colloca intorno al 1615-1616, un'ipotesi del 1992 ha proposto di cambiare la datazione spostandola al quarto decennio del Seicento (1630-1639).
I restauri effettuati nel eseguiti nel terzo quarto del XX secolo hanno riportato la tela alle dimensioni originali rimuovendo le parti di pittura aggiunte, e la pulitura effettuata nel 1995 dissipa ogni dubbio sull'autografia della tela.
Il soggetto venne ripetuto in diverse varianti e copie come attestano le opere oggi esposte al Louvre di Parigi, al Prado di Madrid, alla Dulwich Picture Gallery di Londra all'Art Gallery di Auckland e alla Pinacoteca Nazionale di Bologna.

## Descrizione
Anche in questa versione san Sebastiano, un soldato romano originario della Gallia martirizzato al tempo di Diocleziano, è legato all'albero. La rappresentazione del martirio, rispondendo agli ideali classici della poetica di Reni, non mostra il corpo insanguinato e deturpato dalle frecce, ma quello idealizzato di un giovane dalla bellezza intrisa di sensualità. La delicatezza dell'anatomia e la posa aggraziata incarnano l'estasi della purificazione dell'anima nel momento del martirio mentre la tensione che attraversa il soggetto culmina nella testa rivolta all'insù, tratto distintivo della pittura di Guido Reni, identificato dal biografo Seicentesco Carlo Cesare Malvasia .
Il cielo blu che fa da sfondo alla scena realizzato con il lapislazzuli conferma l'ipotesi secondo cui il dipinto sia frutto di una commissione importante benché ignota. Il costo di questo particolare pigmento era talmente elevato da venire generalmente fornito, o pagato a parte, dal committente.

## Altre versioni

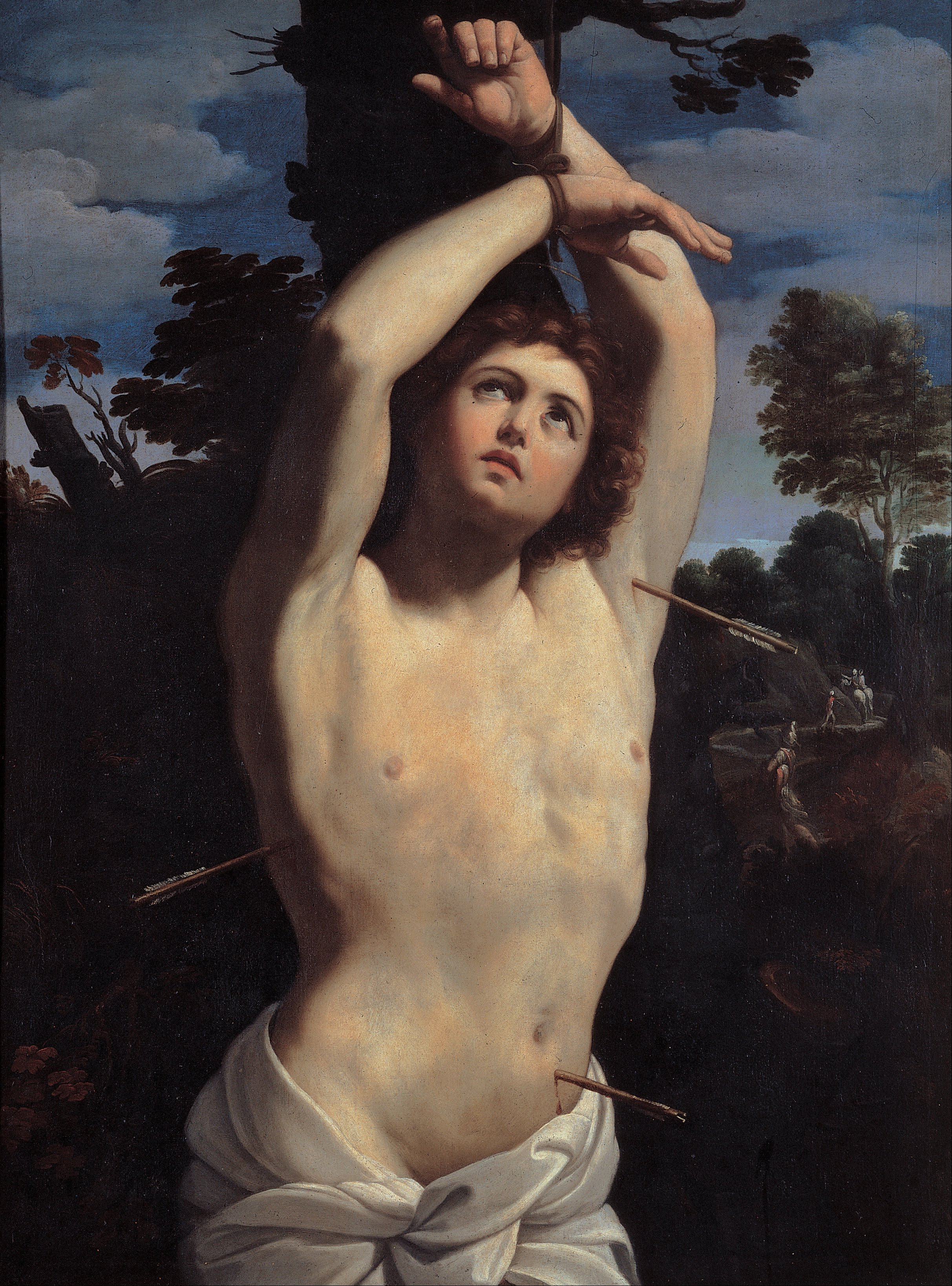
La versione dei Musei Capitolini di Roma
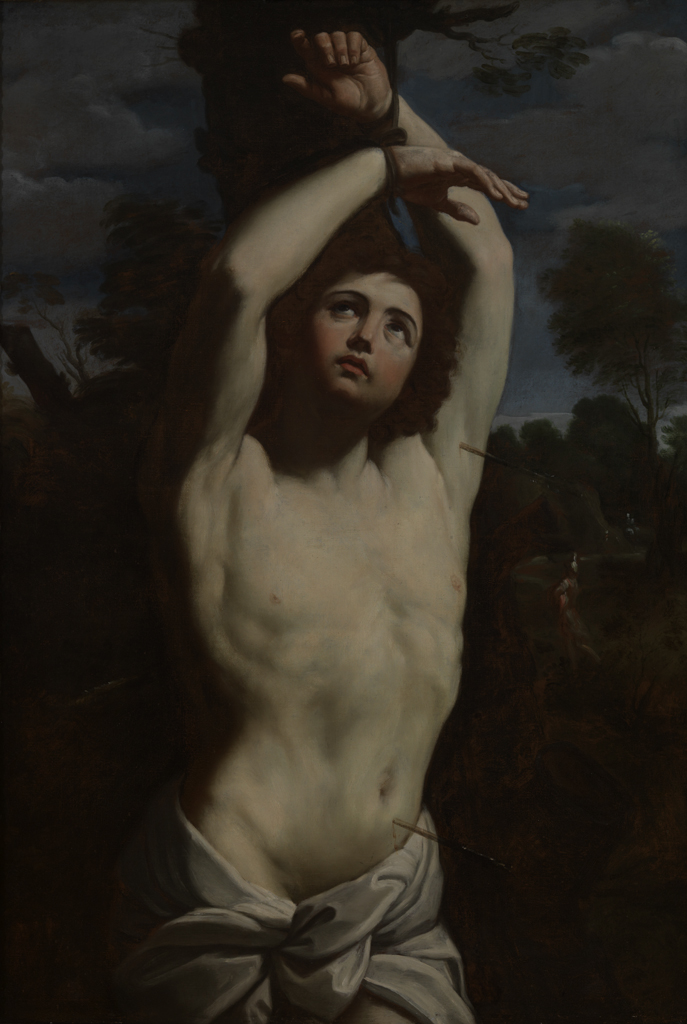
La versione di Providence al Rhode Island School of Design Museum of Art
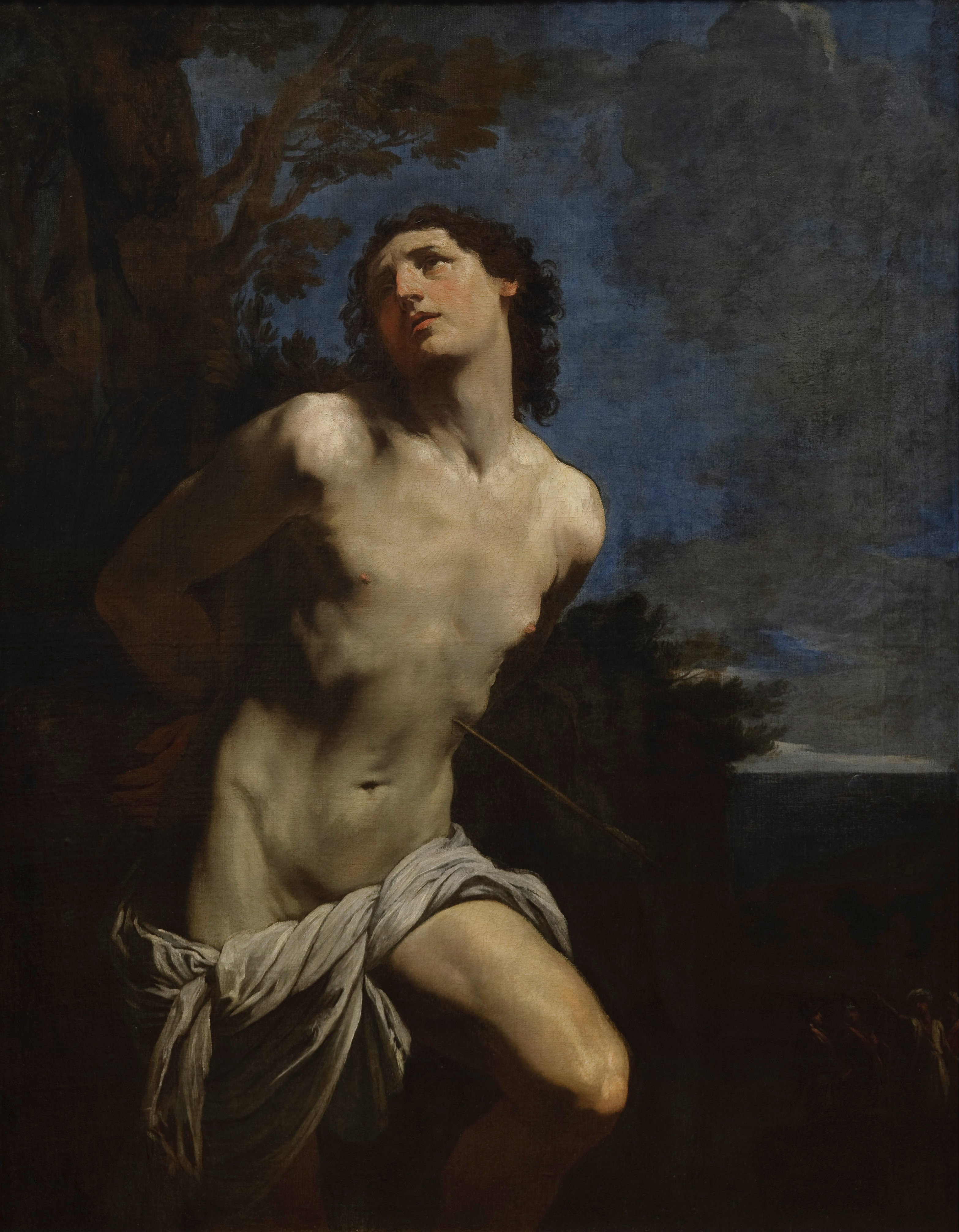
La versione di Auckland
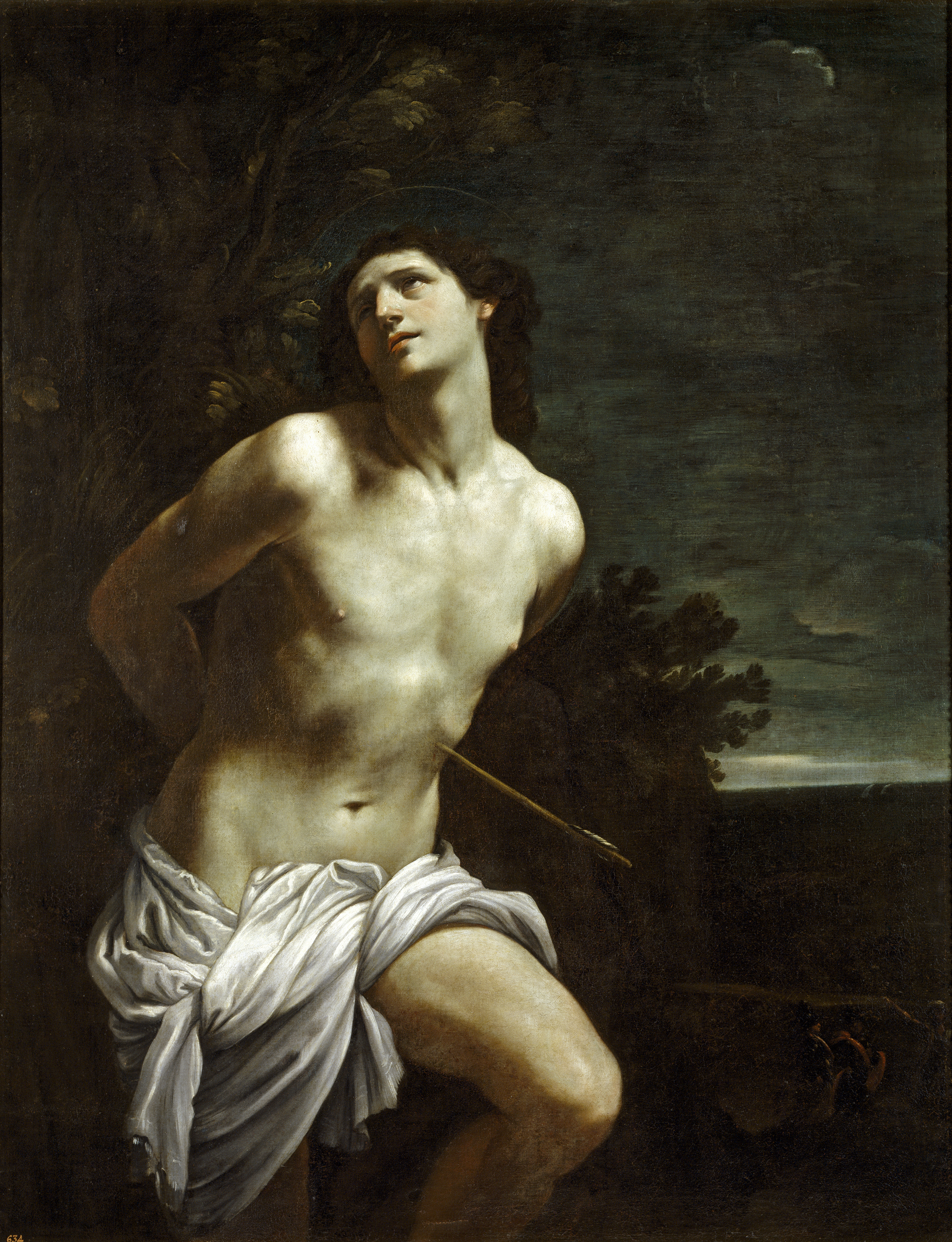
La versione del Prado di Madrid
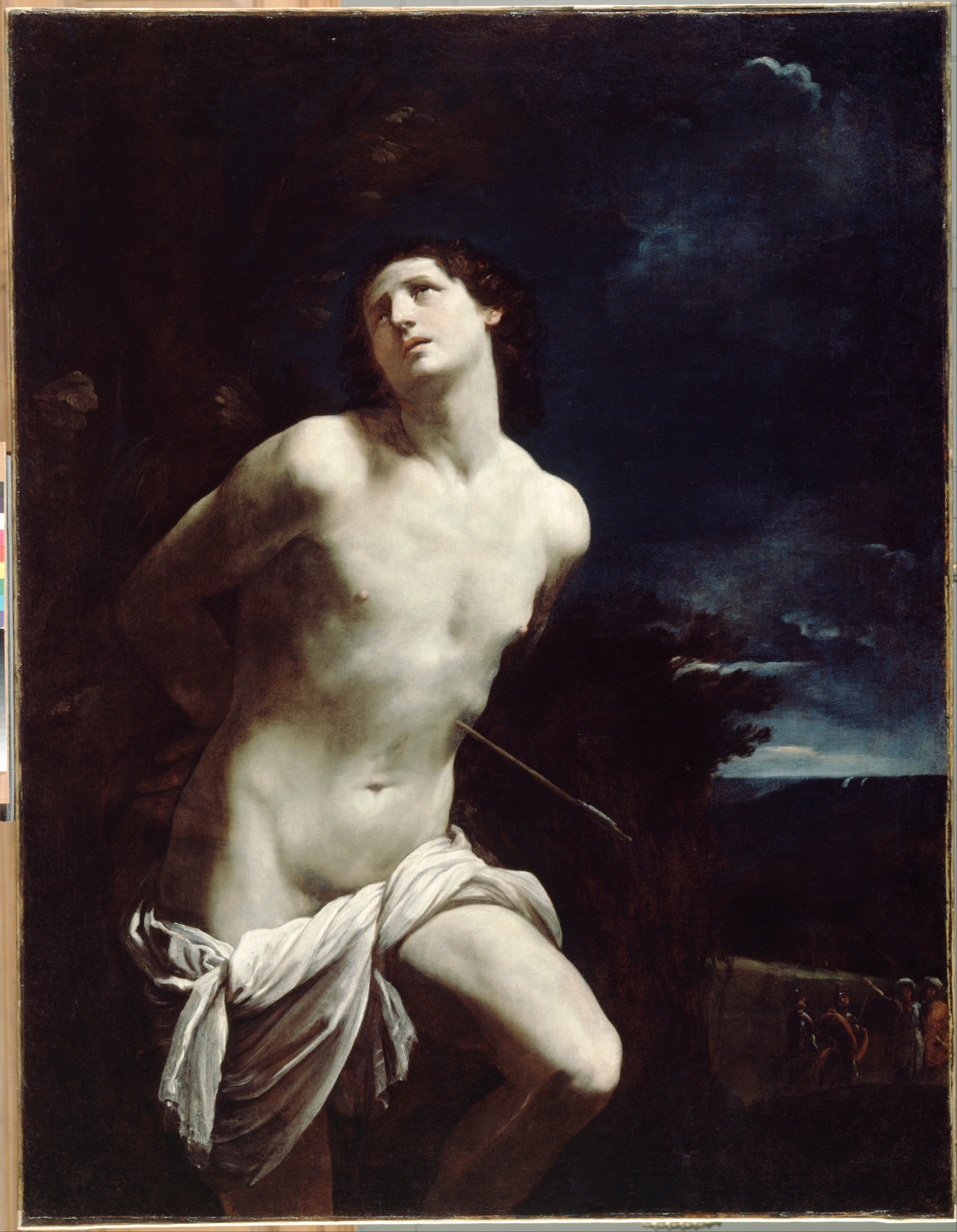
La versione di Londra